# Causse de Blandas
Causse de Blandas este o arie protejată (sit de importanță comunitară — SCI) din Franța întinsă pe o suprafață de 7.913 ha, integral pe uscat.

## Localizare
Centrul sitului Causse de Blandas este situat la coordonatele 43°55′06″N 3°32′06″E / 43.91833°N 3.535°E.

## Înființare
Situl Causse de Blandas a fost declarat arie specială de conservare în baza directivei 92/43 din 1992 referitoare la conservarea habitatelor naturale și a faunei și florei sălbatice pentru a proteja 14 specii de animale.

## Biodiversitate
Situată în ecoregiunea mediteraneană, aria protejată conține 5 habitate naturale: Lande oro-mediteraneene cu formațiuni endemice de grozamă, Pajiști uscate seminaturale și facies de acoperire cu tufișuri pe substraturi calcaroase (Festuco-Brometalia) (* situri importante pentru orhidee), Pseudostepă cu ierburi și specii anuale de Thero-Brachypodietea, Peșteri inaccesibile publicului, Pajiști carstice calcaroase sau bazofile, de Alysso-Sedion albi.
La baza desemnării sitului se află mai multe specii protejate:
- mamifere (10): liliac cârn (Barbastella barbastellus), liliac cu aripi lungi (Miniopterus schreibersii), liliac cărămiziu (Myotis emarginatus), liliacul mic cu potcoavă (Rhinolophus hipposideros), liliacul mare cu potcoavă (Rhinolophus ferrumequinum), liliacul mediteranean cu potcoavă (Rhinolophus euryale), liliacul mic cu potcoavă (Rhinolophus hipposideros), liliacul mare cu potcoavă (Rhinolophus ferrumequinum), liliacul mediteranean cu potcoavă (Rhinolophus euryale), liliac cu urechi de șoarece (Myotis blythii)
- nevertebrate (4): fluturele auriu (Euphydryas aurinia), croitorul mare al stejarului (Cerambyx cerdo), Euplagia quadripunctaria, rădașcă (Lucanus cervus)